# Мукарна

Декоративна мукарна на склепінні айвану при вході у мавзолей Фатіми аль-Маасуми, місто Кум, Іран.

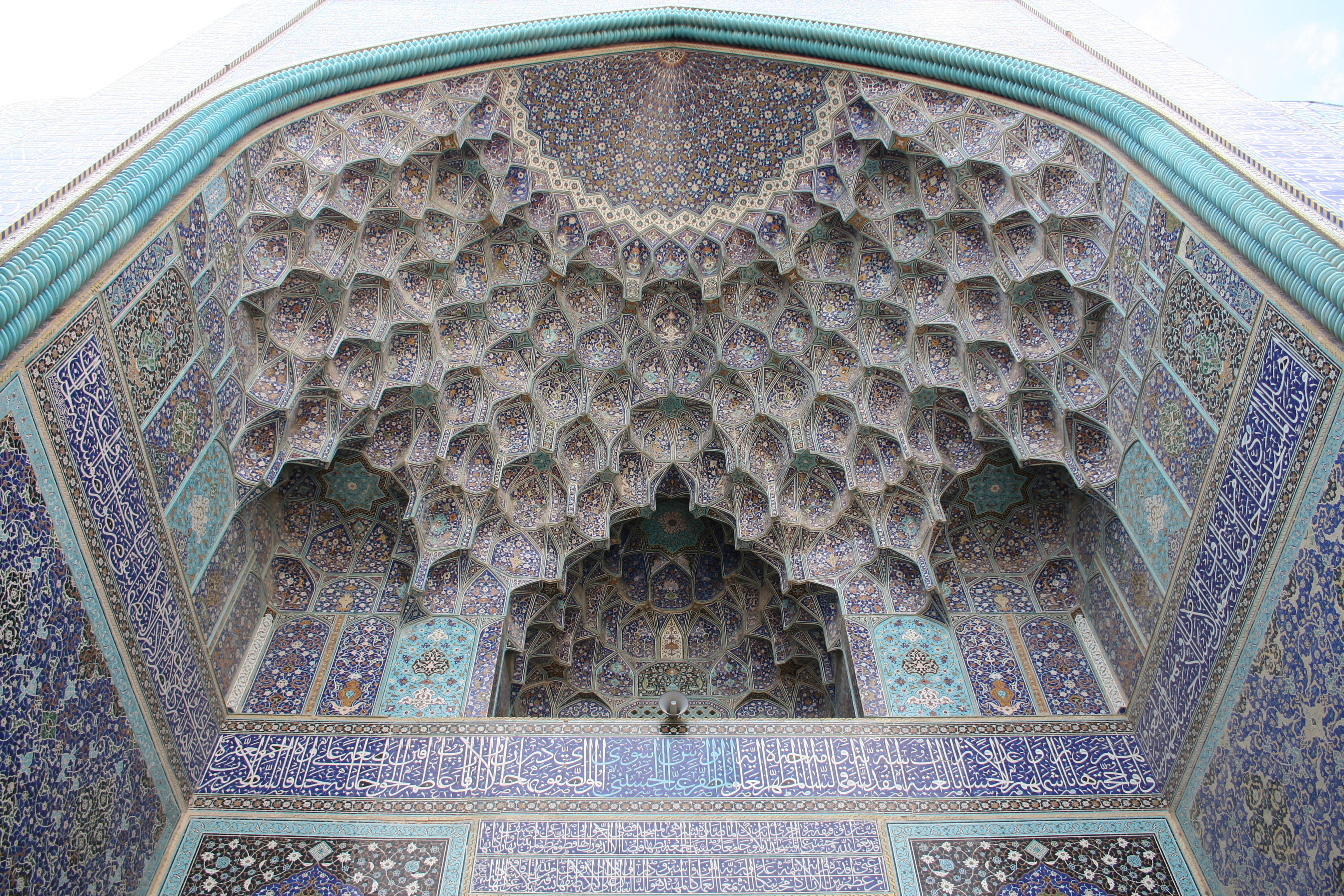
Мукарни на айванському вході до Шахської мечеті в Ісфахані, Іран

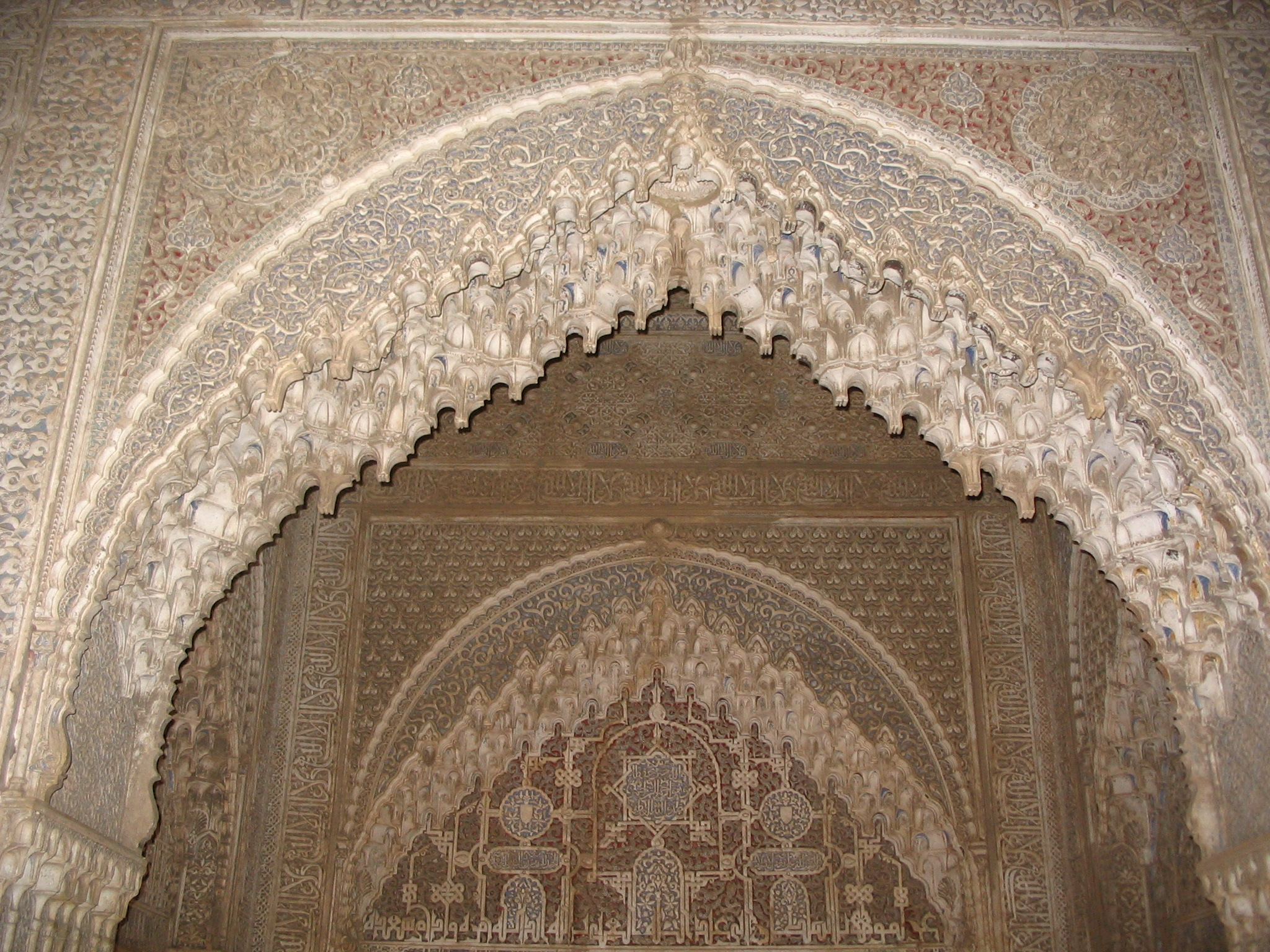
Мукарни на нижній стороні арки, Альгамбра, Гранада, Іспанія.

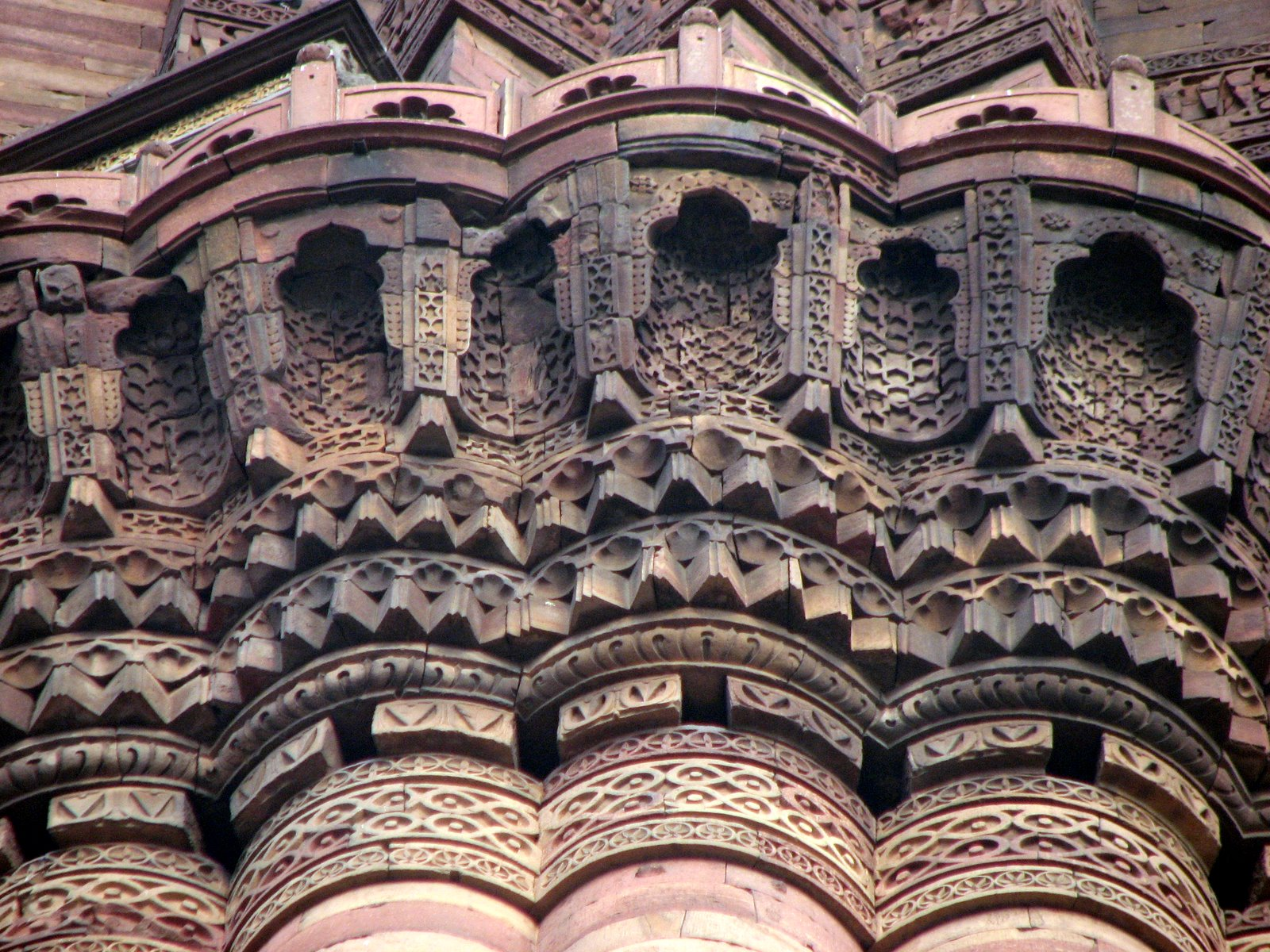
Консоль з мукарнами, Кутб-Мінар, Індія

Мукарна (араб. مقرنص; перс. مقرنس) — це форма архітектурного орнаментованого склепіння, «геометричний розподіл тромпів, чи бань, чи консолей на велику кількість маленьких склепінь, що створює структуру, схожу на стільники», відповідно деколи також називається «стільниковим склепінням». Мукарни використовуються для куполів та особливо для півкуполів на входах та в апсидах, переважно у традиційних ісламській та перській архітектурах. Їх також можна побачити у вірменській архітектурі.
Коли деякі елементи звисають донизу, стиль може називатись «мокарабе» (mocárabe) чи сталактитове склепіння, оскільки такі елементи нагадують сталактити.
Мукарни вперше почали застосовуватись в північно-східному Ірані у 10-му сторіччі, та майже одночасно — хоча начебто і незалежно — у центральній Північній Африці. Поширені по всій території ісламського впливу.
Приклади можна побачити у Альгамбрі (Гранада, Іспанія), Кутб-Мінарі (Індія), палаці Абассидів (Багдад, Ірак), та мавзолеї султана Кайтбея (Каїр, Єгипет). Великі прямокутні дахи з декором в стилі мукарн можна побачити на Палатинській капелі (Палермо, Сицилія) XII сторіччя та інших важливих будівлях норманської Сицилії.

## Структура
Мукарни переважно використовують на нижніх сторонах куполів, вітрил, карнизів, тромпів, арок та склепінь. Мукарни мають випуклу вгору форму — від підлоги до будь-якої точки внутрішнього вигину мукарни можна провести пряму лінію. Вони розташовані горизонтальними рядами, наприклад у консольному склепінні, і кожен горизонтальний ряд має свою форму. Межі всіх цих поверхонь можна побачити на єдиному горизонтальному плані; таким чином архітектори могли планувати мукарни з застосуванням геометрії, як показано на малюнках.
Мукарни не грають важливої ролі у структурі будівлі, їх або вирізали на структурних блоках консольного склепіння або закріплювали на склепінні як чисто декоративний елемент. Відповідно їх створювали з цегли, каменю, stucco, або формували та прикрашали плиткою чи тинькуванням. Окремі «стільники» ще можуть називатись альвеолами.
Існують і сучасні приклади мукарн, в яких присутня й опуклість донизу.